# Jirō Akagawa
Jirō Akagawa (赤川次郎?, Akagawa Jirō; Fukuoka, 29 febbraio 1948) è un romanziere giapponese.
È meglio conosciuto per i suoi romanzi mystery. Il suo primo romanzo, Treno di Fantasmi, è stato pubblicato nel 1976 e vinse l'annuale All Yomimono New Mystery Writers' Prize assegnato alle novità della letteratura orientale. Altre opere importanti sono Incidente in camera da letto e Voce dal cielo, che sono state poi apportate in anime, mentre un'altra opera importante fu trasportata sul grande schermo. I suoi scritti più importanti sono i romanzi della serie Mike-neko (o, tartaruga Cat) Holmes. Egli è estremamente prolifico, infatti nel mese di agosto 2006, aveva scritto più di 480 romanzi, nel corso dei suoi trenta anni di carriera, ha venduto più di 300 milioni di copie dei singoli volumi pubblicati.